# C26H34O7
化学式C26H34O7（摩尔质量：458.54 g/mol）可能指：
- 伯克利三酮，PubChem CID 21580418
- 烟曲霉素（夫马菌素），CAS号：23110-15-8

|  | 这个同类索引页列出了具有相同分子式的化学物（即同分異構體）条目。 除非您是有意链接至本页，否则应将相应条目的内部链接指向正确的条目。 |